# Hotak '68
Hotak '68 is een tafeltennisvereniging uit Hoogerheide, opgericht in 1968. De club is lid van de Nederlandse Tafeltennisbond (NTTB) en reikte zowel met haar hoogste mannen- als haar hoogste vrouwenteam tot in de eredivisie.

## Historie
In 1946 werd in Hoogerheide een studentenclub opgericht. Iedereen die na de lagere school nog ging studeren, kon daar lid van zijn. De club telde circa twaalf leden. Rond 1950 vormde een paar centen uit deze club voor het beginkapitaal voor tafeltennisvereniging TOZO. De letters staan voor Training Ontspanning Zelfbeheersing en Overwinning. Met een zelfgemaakte wedstrijdtafel en een in bruikleen meldde TOZO zich voor de competitie. In het voorjaar van 1954 werd met een feestavond de club opgeheven.
In het oprichtingsjaar 1968 heette de club TTV JEVEO, omdat de vereniging onderdeel uitmaakte van de sport- en ontspanningsvereniging JEVEO. In 1976, acht jaar na de oprichting van de tafeltennisvereniging in Hoogerheide gaat de club zich steeds meer functioneren als een zelfstandige vereniging. Door een uitgeschreven prijsvraag werd een nieuwe naam bedacht. Sinds 1 januari 1976 is de nieuwe naam: Hotak '68 dat staat voor Hoogerheidse Tafeltennis Klub.

## Speellocaties
- 1968-1986 Meulenblock II (voorheen Erasmushal), Hoogerheide
- 1986-2003 Meulenblock I, Hoogerheide
- 2003-heden Multifunctioneel Centrum Kloosterhof, Hoogerheide

## Sportieve hoogtepunten
- Finale play-offs voorjaarscompetitie 2011 (3-4 verloren van Dozy Den Helder Noordkop), met team bestaand uit Li Nan Sun, Dianne Overbeeke en Kimberly 't Hooft.
- Deelname tweede ronde ETTU-cup 2010 in Spaanse Mataró met het eerste damesteam bestaand uit Li Nan Sun, Dianne Overbeeke en Kimberly 't Hooft.
- Finale play-offs najaarscompetitie 2010 (1-4 verloren van Li-Ning/Infinity Heerlen), met team bestaand uit Li Nan Sun, Dianne Overbeeke en Kimberly 't Hooft.
- Halve finale play-offs voorjaarscompetitie 2010 (uitgeschakeld na 4-3-winst en 7-0-verlies tegen Li-Ning/Infinity Heerlen), met team bestaand uit Li Nan Sun, Dianne Overbeeke en Kimberly 't Hooft.
- Dianne Overbeeke Nederlands juniorenkampioen 2010, uitkomend voor Hotak '68.
- Toetreding tot de eredivisie voor vrouwen per najaar 2009 op basis van plaatsing (Westa trok haar team terug waardoor er een plaats vrijkwam). Het toetredende team bestond uit eigen jeugdspelers Dianne Overbeeke en Stefanie van Genegen en de aangetrokken kopvrouw Li Nan Sun. In het voorjaar van 2010 werd Van Genegen vervangen door Kimberly 't Hooft, die overkwam van de De Treffers en al ervaring als eredivisiespeelster had.
- Het meisjesteam van Hotak '68 werd in de voorjaarscompetitie van 2008 voor het eerst in het bestaan van de club landskampioen, met een team bestaande uit Dianne Overbeeke, Stefanie van Genegen, Laura van Oevelen en Ingrid Raats.
- Het eerste mannenteam speelde in de voorjaarscompetitie van 2005 voor het eerst in de eredivisie, met een team bestaande uit Twan Jansen, Ton Vogelaar, Reinier Paetzel en Bob van Geffen.
- Femke Hermus Nederlands juniorenkampioen 1994, uitkomend voor Hotak '68.
- Femke Hermus Nederlands juniorenkampioen 1993, uitkomend voor Hotak '68.
- Emily Noor Nederlands juniorenkampioen 1988, uitkomend voor Hotak '68.
- Damesdubbel Emily Noor/Marlies Somers Nederlands Kampioen 1987.
- Landskampioen vrouwenteams 1987 (Emily Noor, Marlies Somers en José Bongers).

## Selectiespelers
Onder meer de volgende spelers speelden minimaal één wedstrijd voor Hotak '68 in de eredivisie:
Mannen:
| - Reinier Paetzel - Twan Jansen - Bob van Geffen - Ton Vogelaar |

Vrouwen:
| - José Bongers - Kimberly 't Hooft - Emily Noor - Marlies Somers | - Stefanie van Genegen - Dianne Overbeeke - Li Nan Sun - Marlotte Staps - Mirella Madacki |

## Trivia
- In het verleden bestond er een speciale activiteitencommissie (SAK) speciaal voor het organiseren van niet-tafeltennisactiviteiten.
- Hotak '68 organiseerde in 2010 samen met de NTTB de Nationale Jeugdmeerkampen (NJM) 2009-2010 in sporthal MFC Kloosterhof in Hoogerheide.
- In het weekend van 9 & 10 oktober 2010 organiseerde Hotak '68 de eerste ronde van de ETTU-cup in MFC Kloosterhof in Hoogerheide.